# Angicos
Angicos là một đô thị thuộc bang Rio Grande do Norte, Brasil. Đô thị này có diện tích 741,654 km², dân số năm 2007 là 11583 người, mật độ 15,6 người/km².